# Purvių miškas
Purvių miškas este o arie protejată (arie specială de conservare — SAC, sit de importanță comunitară — SCI) din Lituania întinsă pe o suprafață de 149,21 ha, integral pe uscat.

## Localizare
Centrul sitului Purvių miškas este situat la coordonatele 56°10′18″N 22°36′34″E / 56.1718°N 22.6094°E.

## Înființare
Situl Purvių miškas a fost declarat sit de importanță comunitară în martie 2009 pentru a proteja un număr necunoscut de specii din flora spontană și fauna sălbatică aflate în arealul zonei. Situl a fost protejat și ca arie specială de conservare în august 2020.

## Biodiversitate
Situată în ecoregiunea boreală, aria protejată conține 4 habitate naturale: Pajiști din zone de pădure fino-scandinave, Taiga vestică, Păduri fino-scandinave bogate în ierburi cu Picea abies, Păduri caducifoliate de mlaștină fino-scandinave.
La baza desemnării sitului se află un număr nedeclarat de specii protejate.
Pe lângă speciile protejate, pe teritoriul sitului au mai fost identificate 1 specie de mamifere.